# Ihor Krywobok
Ihor Fedorowycz Krywobok, ukr. Ігор Федорович Кривобок (ur. 28 lipca 1978 w Charkowie) – ukraiński piłkarz, grający na pozycji napastnika.

## Kariera piłkarska

### Kariera klubowa
W 1999 rozpoczął karierę piłkarską w drugoligowej drużynie Wiktor Zaporoże. W 2001 grał w amatorskim Wuhłyku Dymytrow. W 2002 został piłkarzem wyższoligowego Krywbasa Krzywy Róg. Potem występował w ukraińskich klubach Ołkom Melitopol, MFK Mikołajów, Spartak Sumy, Krymtepłycia Mołodiżne i Spartak Iwano-Frankiwsk. Na początku 2007 wyjechał do Białorusi, gdzie potem bronił barw klubów Nioman Grodno, Hranit Mikaszewicze, FK Smorgonie i Tarpeda Żodzino. W 2012 powrócił do Niomana Grodno. Następne pół roku spędził w FK Lida, a latem 2013 przeniósł się do Naftana Nowopołock. W marcu 2015 po raz kolejny wrócił do Niomana Grodno.

## Sukcesy i odznaczenia

### Sukcesy klubowe
- finalista Pucharu Białorusi: 2010